# George Herbert (poeta)
George Herbert (ur. 3 kwietnia 1593 w Montgomery, zm. 1 marca 1633 w Bemerton) – angielski poeta epoki baroku, mówca i duchowny anglikański. Jego wiersze są zaliczane do nurtu religijnego poezji metafizycznej. 

## Życiorys
George Herbert pochodził z zamożnej rodziny szlacheckiej, był młodszym bratem Edwarda Herberta. Gdy miał trzy lata, zmarł jego ojciec i wychowaniem Herberta zajmowała się matka, której później zadedykował swoje pierwsze sonety. 
W roku 1609 został studentem Trinity College Uniwersytetu w Cambridge, a od 1618 roku był wykładowcą retoryki na tej uczelni, w latach 1620–27 także oratorem uniwersyteckim. Przyjaźnił się z Johnem Donnem i Henrym Wottonem. Początkowo miał zamiar wybrać karierę dworską, jednak po śmierci króla Jakuba I przyjął święcenia diakonatu. W 1629 roku, po trzydniowej znajomości, ożenił się z Jane Danvers. W kwietniu 1630 roku osiedlił się w Bemerton koło Salisbury, obejmując tamtejszą parafię. We wrześniu tego roku otrzymał święcenia kapłańskie. Zmarł niecałe trzy lata później z powodu gruźlicy. 
Poezję zaczął tworzyć już w okresie studiów. Praktycznie całość jego twórczości stanowią poematy religijne. Za życia Herbert wydał wyłącznie wiersze greckie i łacińskie. Niedługo po jego śmierci, w 1633 roku, ukazał się tom The Temple z 169 poematami po angielsku. Poezja Herberta jest uważana za szczytowe osiągnięcie religijnej poezji metafizycznej. 
Do jego hymnów muzykę pisali m.in. Ralph Vaughan Williams, Lennox Berkeley, Judith Weir, Randall Thompson, William Walton i Patrick Larley. 
Chociaż w Kościele Anglii nie ma formalnych kanonizacji, imię George'a Herberta jest wpisane w kalendarz liturgiczny tego kościoła (pod datą 27 lutego).